# David Bromberg
David Bromberg (Filadelfia, 19 settembre 1945) è un cantante, autore e poli-strumentista statunitense.
Artista eclettico, la sua attività musicale spazia in moltissimi generi: bluegrass, blues, folk, jazz, country, rock and roll.
Ha collaborato con numerosi artisti quali Jerry Jeff Walker, Willie Nelson, Jorma Kaukonen, Jerry Garcia, Rusty Evans (The Deep) e Bob Dylan.

## Biografia
Bromberg è nato a Philadelphia, in Pennsylvania. Studia alla Columbia University negli anni '60, ed è durante questo periodo che impara a suonare la chitarra, prendendo lezioni dal Reverendo Gary Davis. Il suo primo album è del 1972, David Bromberg, alla cui realizzazione partecipa anche George Harrison. 
Molto conosciuta la sua versione live di Mr. Bojangles, di Jerry Jeff Walker, contenuta in Demon in Disguise.
L'album del 2007 Try Me One More Time ottiene una nomination ai Grammy Award nella categoria Best Traditional Folk Album.
Al suo lavoro Use Me del 2011 partecipano Levon Helm, John Hiatt, Tim O'Brien, Dr. John, Keb' Mo', Los Lobos, Widespread Panic, Linda Ronstadt, e Vince Gill.
Attualmente Bromberg vive a Wilmington, nel Delaware, con la moglie Nancy Josephson.

## Discografia
- 1971 - David Bromberg (Columbia Records, C 31104)
- 1972 - Demon in Disguise (Columbia Records, 31753)
- 1974 - Wanted Dead or Alive (Columbia Records, 32717)
- 1975 - Midnight on the Water (Columbia Records, 33397)
- 1976 - How Late'll Ya Play 'Til? (Fantasy Records, 79007)
- 1977 - Out of the Blues: The Best of David Bromberg (Columbia Records, 34467)
- 1977 - Reckless Abandon (Fantasy Records, 9540)
- 1978 - Bandit in a Bathing Suit (Fantasy Records, 9555)
- 1978 - My Own House (Fantasy Records, 9572)
- 1980 - You Should See the Rest of the Band (Fantasy Records, 9590)
- 1986 - Long Way from Here (Fantasy Records, 9641)
- 1989 - Sideman Serenade (Rounder Records, CD-3110)
- 1998 - The Player: A Retrospective (Sony Records, CD 62263)
- 2003 - David Bromberg Quartet Live New York City 1982 (Appleseed Records)
- 2006 - The David Bromberg Quartet at MerleFest, April 29, 2006 (Fest Records, FEST0004)
- 2007 - Try Me One More Time (Appleseed Records, 1099)
- 2011 - Use Me (Appleseed Records, APR CD 1127)
- 2013 - Only Slightly Mad (Appleseed Records, APR CD 1135)
- 2016 -                                                          The Blues, the Whole Blues, and Nothing But the Blues (2016)